# Turismul în Algeria
Algeria este o țară cu întindere mare, oferind turiștilor multe tipuri de atracții și activități. Capitala Alger deține un trecut bogat și etalează multe ruine fascinante la Djemila, Tipasa și Timgad. Majoritatea atracțiilor în Algeria includ Muzeul Național al Artelor și Muzeul de Artă Locală și Etnografică. Poți călători în trecut pe platoul Haut unde se află orașul istoric Tlemcen, Moscheea Mare, Meterezele Almohad și fortăreața Masourah.
Mergând spre Sahara este oferită o altă mare varietate de atracții. Puteți opri în interesantul oraș sfânt Beni-Isguen, cu porțile bine păzite și cu o piață de licitații. Ouargla sau 'cheia de aur a deșertului' este un oraș frumos, în care se înalță minareta din malachit, piațete și o arhitectură magnifică. Atracțiile naturale principale ale Algeriei sunt Kabylia și Cheile Gorges. De-a lungul coastei Turcoaze sau în peninsula Sidi Fredj te poți bucura de frumusețea oceanului.